# Thomas C. Wasson
Thomas Campbell Wasson (ur. 8 lutego 1896 w Great Falls; zm. 23 maja 1948 w Jerozolimie) – amerykański polityk i dyplomat, członek Komisji Rozejmu ONZ w Palestynie. 
Został zamordowany podczas swojej służby jako Konsul Generalny Stanów Zjednoczonych w Jerozolimie.

## Wczesne lata
Wasson urodził się w 1896 w Great Falls. Był synem Edmunda Atwill Wassona i Mary (DeVeny) Wasson.

## Kariera wojskowa
Podczas I wojny światowej służył w United States Army.

## Kariera dyplomatyczna

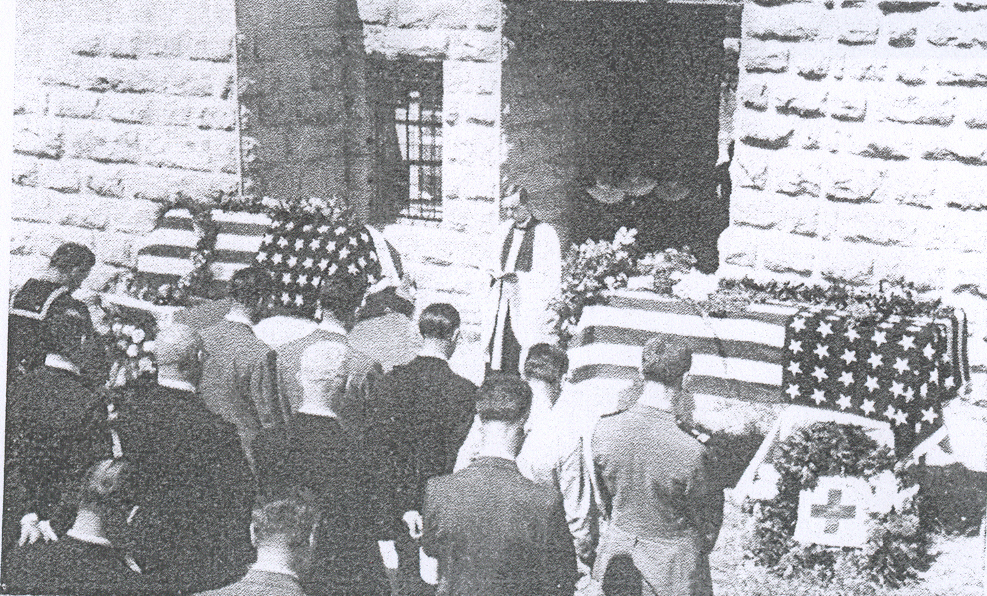
Wyniesienie trumny Thomasa Wasson'a w Jerozolimie, 1948

W latach 1925–1929 Wasson pełnił funkcję wicekonsula Stanów Zjednoczonych w Melbourne, Australia. W 1932 został wicekonsulem w Puerto Cortés, Honduras. W 1936 po raz pierwszy został mianowany konsulem we Florencji, Włochy. W 1938 objął funkcję konsula w Lagos, Nigeria.
W kwietniu 1948 został powołany na stanowisko Konsula Generalnego Stanów Zjednoczonych w Jerozolimie, Mandat Palestyny. Była to szczególnie trudna misja dyplomatyczna, ponieważ trwała Wojna domowa w Mandacie Palestyny. Gdy 15 maja 1948 wybuchła I wojna izraelsko-arabska, Wasson zaangażował się w działalność Komisji Rozejmu w Palestynie. W dniu 22 maja została przyjęta Rezolucja Rady Bezpieczeństwa ONZ nr 49. Wasson wziął w tym dniu udział w posiedzeniu Komisji Rozejmu, która odbyła się we francuskim konsulacie w Jerozolimie. Po zakończeniu posiedzenia, Wasson udał się w drogę powrotną do amerykańskiego konsulatu. Tuż po godzinie 14.00, podczas przechodzenia przez ulicę Wauchope (obecnie Abrahama Lincolna) został śmiertelnie postrzelony z broni o kalibrze 7,62 milimetra. Kula weszła do klatki piersiowej przez prawe ramię. Tego samego dnia Wasson zmarł w Hadassah English Mission Hospital w Jerozolimie. Ciało zmarłego przewieziono do Stanów Zjednoczonych.
Obie strony żydowsko-arabskiego konfliktu wzajemnie oskarżyły się o to zabójstwo. Artykuł w brytyjskim dzienniku The Scotsman z 25 maja, zacytował oświadczenie izraelskiego rządu, że Wasson "został zabity przez arabską kulę". Wojskowy gubernator Jerozolimy, Josef Dov napisał: "Niestety, pan Wasson został zastrzelony 22 maja przez arabskiego snajpera". Natomiast amerykański dziennik New York Post zacytował wypowiedź jordańskiego króla Abdullaha I, który oskarżył Izraelczyków o zastrzelenie Wassona. Śledztwo nigdy nie zdołało ustalić sprawców zamachu, którzy do tej pory są nieznani.